# 亞恩·迪曼奇
亞恩·迪曼奇（法語：Yann Demange，1977年11月7日—）是一名阿爾及利亞裔法國電影導演。在執導廣受好評的電視連續劇《死亡片場》（2008年）和《上層男孩》（2011年）之後，他首次執導電影，拍攝了廣受好評的獨立電影《迷失1971》（2014年），並因此獲得英國獨立電影獎最佳導演。

## 生平
迪曼奇出生於巴黎，母親是法國人，父親是阿爾及利亞人。他於兩歲時隨母親和兩個同父異母的哥哥搬到倫敦，最初住在城市南部，後來搬到西部。他的父母在全家搬到倫敦後不久就離婚了，在4歲到12歲之間，迪曼奇在埃塞克斯郡的兩個四年期寄養家庭中長大，一個是講法語的家庭，另一個是一個白人考克尼家庭。他最初的名字是穆尼爾（Mounir），但是他的一個同父異母的兄弟說服他的母親把名字改掉，這樣他就可以避免因為有一個阿拉伯名字而受到歧視，所以在他的父母分開後，他的名字被改成亞恩，穆尼爾成為他的中間名字。雖然他是法國公民，但迪曼奇說他沒有單一的國家認同感，他主要稱自己為倫敦人。
1991年夏天，在阿爾及利亞內戰爆發前不久，他前往阿爾及利亞與他的大家庭會面。在這次旅行中，他首次觀賞電影《阿爾及爾之戰》，其中迪曼奇的一位姨媽作為電影中的眾多非職業演員之一出現。他說對他姨媽在電影中角色的認識加強了他對電影媒介的熱愛：「雖然聽起來很荒謬，但在某種程度上，我覺得我發現了對電影中某種個人血統的繼承」。他在18歲時開始其職業生涯，在音樂錄影帶的拍攝現場做跑龍套，之後進入倫敦藝術大學傳媒學院就讀。後來他為通用電氣拍攝一部觀察性紀錄片。
20多歲時，迪曼奇利用迪士尼提供的獎學金就讀國家電影電視學校。他在畢業影片的基礎上獲得與國家創造管理公司的交易，使得他能執導電視劇《應召女郎的秘密日記》（2007）的部分集數。接下來他執導了殭屍恐怖系列劇《死亡片場》（2008年），該劇獲得英國電視學院獎最佳劇集的提名。他執導的第四台電視劇《上層男孩》（2011年）是一部以哈克尼區為背景的幫派劇，迪曼奇因此獲得英國電視學院獎最佳導演的提名，而這部連續劇則獲得最佳迷你劇的提名。
迪曼奇首部執導電影的是《迷失1971》（2014年），該片由傑克·歐康納飾演一名士兵，在北愛爾蘭政治暴力的高峰期被派往貝爾法斯特。《迷失1971》在柏林國際影展的競賽單元中首映，並獲得好評。迪曼奇獲得英國獨立電影獎最佳導演，以及英國電影學院獎英國本土傑出處女作的提名。迪曼奇也被譽為英國電影製作中一個有前途的新聲音。
2022年11月，據報導迪曼奇將執導《刀鋒戰士》，這是一部以漫威電影宇宙為背景的刀鋒戰士系列電影的重啟電影。

## 影視作品

### 電影
| 年份 | 譯名標題 | 原文標題       | 備註 |
| ---- | -------- | -------------- | ---- |
| 2014 | 迷失1971 | '71            |      |
| 2018 | 藥命人生 | White Boy Rick |      |
| 2024 | 刀鋒戰士 | Blade          |      |

### 電視
| 年份 | 譯名標題           | 原文標題                    | 備註 |
| ---- | ------------------ | --------------------------- | ---- |
| 2007 | 應召女郎的秘密日記 | Secret Diary of a Call Girl |      |
| 2008 | 死亡片場           | Dead Set                    |      |
| 2011 | 上層男孩           | Top Boy                     |      |
| 2020 |                    | Lovecraft Country           |      |

## 外部連結
- 亞恩·迪曼奇在互联网电影资料库（IMDb）上的資料（英文）